# Jorge Oyarbide
Jorge Oyarbide, vollständiger Name Jorge Luis Oyarbide Timote (* 1944 in Paysandú; † 14. November 2013 in Solymar), war ein uruguayischer Fußballspieler.

## Karriere

### Verein
Als Kind begann Jorge "Chueca" Oyarbide bei Atlético Bella Vista mit dem Fußballspielen. Bereits 14-jährig spielte er dort in der Tercera División. In jener Zeit kam er auch in der Departamento-Auswahl Paysandús in einem Spiel gegen den Club Atlético Cerro zum Einsatz. Der Offensivakteur Jorge Oyarbide schloss sich 1961 Nacional Montevideo an. Er wurde zunächst in der Cuarta División und der Tercera División eingesetzt und debütierte schließlich im Alter von 16 Jahren in der Ersten Mannschaft. Gegner bei seinem ersten Einsatz, bei dem er zudem in der Startelf stand, war der brasilianische Klub FC Santos. Bei Nacional war er sodann am Gewinn der beiden Landesmeisterschaften der Jahre 1963 und 1966 in der Primera División beteiligt. 1964 und 1967 stand er mit den Bolsos im Finale des Wettbewerbs um die Copa Libertadores. Insgesamt erzielte er in seiner Zeit bei den Montevideanern 67 Tore. 1967 wechselte er nach Brasilien zu Grêmio Porto Alegre. Im Anschluss ging er nach Kolumbien, wo er zwei Spielzeiten lang in Barranquilla aktiv war und mit seinem Verein ebenfalls an der Copa Libertadores teilnahm. Es folgte seine Rückkehr zu Atlético Bella Vista. In Paysandú wurde er in jener Zeit wieder in die Departamento-Auswahl berufen. Sodann holte ihn Ricardo De León zurück nach Montevideo zu Defensor Sporting. Dort verletzte er sich im Jahre 1974 schwerer, kehrte jedoch zurück und gewann 1976 erneut den Landesmeister-Titel. Nach dem Titelgewinn wechselte er gemeinsam mit seinem Trainer für ein Jahr nach Mexiko zu Veracruz. Anschließend beendete er seine Karriere.

### Nationalmannschaft
Oyarbide bestritt von seinem Debüt am 23. Dezember 1961 bis zu seinem letzten Einsatz am 2. Februar 1967 sieben Spiele für die uruguayische Fußballnationalmannschaft, in denen er vier Tore erzielte. 1967 wurde er mit der Celeste Südamerikameister und war dabei hinter Luis Artime mit vier Treffern zweiterfolgreichster Torschütze des Turniers. Die Weltmeisterschaft im Jahr zuvor verpasste er nach eigener Aussage aufgrund einer Verletzung.

### Erfolge
- Südamerikameister 1967
- 3× Uruguayischer Meister: 1963, 1966, 1976

## Familie
Oyarbide lebte zuletzt in Solymar. Sein Sohn Luis Oyarbide ist ebenfalls Profifußballspieler und spielte unter anderem bereits für Nacional Montevideo und El Tanque Sisley. Ein Enkel spielt in der Jugend von Central Español.